# IC 4371
IC 4371 ist eine linsenförmige Galaxie vom Hubble-Typ SB0-a im Sternbild Jagdhunde am Nordsternhimmel. Sie ist rund 369 Millionen Lichtjahre von der Milchstraße entfernt.
Das Objekt wurde am 3. Juli 1896 von Stéphane Javelle entdeckt.